# Zvok
Zvók ali zvočno valovanje je pojav, ki nastane pri mehanskem nihanju delcev v mediju, ki ima maso in elastičnost, v slišnem območju frekvenc. Taki mediji so trdnine, kapljevine ali plini (v vakuumu zvok ne more nastajati in se v njem ne more širiti). Nihanjem delcev v zraku (ali plinih) rečemo aerodinamični zvok, v kapljevinah hidrodinamični zvok in v trdninah ali togih telesih vibracije. V kapljevinah in plinih je zvok vedno longitudinalno ali vzdolžno valovanje, v trdninah pa se zvok premika kot transverzalno ali prečno valovanje.
Hrup je oblika zvočnega valovanja, ki ga definiramo kot nezaželen ali škodljiv zvok.
Zvok lahko opredelimo s frekvenco in ravnjo zvočnega tlaka. Prva je povezana z višino tona, druga pa z glasnostjo.
V ožjem pomenu lahko definiramo zvok le kot zvočno valovanje s frekvencami v slišnem območju človeškega ušesa, to je med 20 Hz in 20.000 Hz. Zvok z nižjimi frekvencami imenujemo infrazvok, zvok z višjimi frekvencami pa ultrazvok.
Zvok, ki ga sestavlja le ena sinusoida (ena frekvenca), imenujemo ton. Frekvenčni spekter tona ima eno črto. Zven je zvok, ki ga sestavlja več sinusnih valovanj z različnimi frekvencami, navadno osnovni ton in višji harmonični toni (alikvotni toni), katerih frekvence so celoštevilski večkratniki frekvence osnovnega tona. Frekvenčni spekter zvena je črtast. Šum je zvok, v katerem so v večji ali manjši meri navzoče vse sinusne sestavine v nekem frekvenčnem intervalu, njegov spekter je zvezen. Aperiodični šum je pok.
Zvok in z njim povezane fizikalne pojave preučuje akustika, subjektivno človeško zaznavanje zvoka pa psihoakustika.

## Zaznavanje zvoka
Zvok zaznavamo s pomočjo čutila za sluh. Človek in mnoge živali uporabljajo svoja ušesa za zaznavanje zvoka, nizek zvok oz. zvok z nizko frekvenco pa lahko zaznavamo tudi z drugimi deli telesa, s pomočjo čutila za tip. Zvok se uporablja na različne načine, najpomembnejša sta komunikacija s pomočjo govora in glasba. Lahko pa se uporablja tudi za zbiranje informacij o okolju, kot so na primer prostorske značilnosti in prisotnost drugih živali ali objektov. Netopirji, na primer, uporabljajo eholokacijo, ladje in podmornice uporabljajo sonarje, večina ljudi pa pridobi nekaj informacij o prostoru glede na to, iz katere smeri zvok prihaja. Sloni in aligatorji za komunikacijo uporabljajo zvok nižjih frekvenc, medtem ko miši, netopirji in nekateri insekti uporabljajo zvok višjih frekvenc. Oboji pa uporabljajo zvok s frekvencami, ki so zunaj dosega človeškega sluha.
Človeško uho je sposobno zaznavati zvok v frekvenčnem obsegu med 20 Hz in 20 kHz. To območje se spreminja glede na starost, poklicno deformacijo sluha in spol. Večina ljudi v razvitem svetu od najstništva naprej ne sliši zvoka s frekvenco 20 kHz, in ko se starajo, postopoma zgubljajo sposobnost zaznavanja tako višjih kot tudi nižjih frekvenc. Večina človeškega govora zavzema območje med 200 in 8000 Hz, človeško uho pa je najobčutljivejše za frekvence med 1000 in 3000 Hz. Zvoku nad slišnim območjem (20 kHz) poimenujemo ultrazvok, zvok pod slušnim območjem (20 Hz) pa infrazvok.
Slišnost ušes je omejena tudi po jakosti, saj lahko slišimo le zvok z zvočnim tlakom od 2·20-5 Pa (prag slišnosti) do 20 Pa (prag bolečine) ali izraženo z ravnijo zvočnega tlaka, zvok od 0 do 120 dB.
Raven zvočnega tlaka (Lp) je:

{\displaystyle L_{p}=20\cdot \log _{10}\left({\frac {p}{p_{0}}}\right)}
kjer je: 
- p - dejanski (efektivni RMS) zvočni tlak
- p0 - referenčna vrednost zvočnega tlaka  2·20-5 Pa

Primerjava med zvočnim tlakom in ravnjo hrupa:
| situacija ali vir zvoka                    | zvočni tlak p v Pa | raven hrupa Lp v dB |
| ------------------------------------------ | ------------------ | ------------------- |
| prag bolečine                              | 20                 | 120                 |
| motor reaktivnega letala na razdalji 100 m | 6,3 - 200          | 110 - 140           |
| pnevmatsko kladivo na razdalji 1 m         | 2                  | ≈ 100               |
| poškodba sluha po daljši izpostavljenosti  | 0,63               | > 90                |
| glavna cesta na razdalji 10 m              | 0,2 - 0,63         | 80 - 90             |
| vozilo na razdalji 10 m                    | 0,02 - 0,2         | 60 - 80             |
| TV na razdalji 1 m pri normalni glasnosti  | 0,02               | ≈ 60                |
| normalen pogovor na razdalji 1 m           | 2·10-3 - 6,3·10-3  | 40 - 50             |
| prag slišnosti pri 1 kHz                   | 2·10-5             | 0                   |